# Пелагорніс
Пелагорніс (Pelagornis Lartet, 1857) — викопний рід костезубих птахів (з раннього міоцену по ранній плейстоцен). Відкритий в 2014 році вид Pelagornis sandersi є одним з найбільших відомих науці літаючих птахів за всю історію Землі, поряд з аргентавісом . Розмах крил Pelagornis sandersi за оцінками становив від 6,1 до 7,4 метрів — відстань, порівняна з довжиною 10-місцевого лімузина.

## Етимологія
Родова назва пелагорніс в перекладі з грецького означає «птах відкритого моря».

## Поширення
Викопні відкладення: Марокко, Франція, Чилі, Південна Кароліна (США).

## Опис
Викопний рід з міоцену і плейстоцену з хибними зубами на верхній і нижній щелепах. Вік знахідок близько 2,3-2,5 млн років. Типовий вид Pelagornis miocaenus виявлений в ранньоміоценових відкладеннях (Аквітанія, Франція) віком близько 20 мільйонів років. Оригінальний екземпляр мав ліву плечову кістку розміром майже з людську руку. Наукова назва роду та виду — це «найбільш позбавлене уяви назва, будь-коли застосоване до скам'янілостям» на думку американського палеонтолога і орнітолога Storrs L. Olson (Смітсонівський інститут), так як жодним чином не відноситься до приголомшливих і безпрецедентних розмірів птиці, а просто означає «міоценова морська птиця».
Другий вид роду Pelagornis mauretanicus Mourer-Chauviré & Geraads був відкритий тільки через більш ніж століття в 2008. Ця знахідка з Марокко (Ahl al Oughlam) виявилася набагато молодше першої, так як її вік склав близько 2,5 млн років (Gelasian, пізній пліоцен, ранній плейстоцен, MN17). Останні представники Пелагорнітід були сучасниками людини вмілої Homo habilis.
Виявлений в 2010 в Чилі новий для науки вид цього роду (Pelagornis chilensis) має найбільший серед всіх птахів розмах крил до 5,2 метра (більше тільки у Argentavis) і вага близько 32 кілограмів (вік викопної знахідки близько 5-10 мільйонів років). Імовірно, він довго ширяв над океаном у пошуках корму. Новий вид описали на підставі збереженого на 70% скелета американські палеонтологи Геральд Мейр (Gerald Mayr) з Інституту Сенкенберга (Senckenberg Research Institute) і Давид Рубілар (David Rubilar) з Національного музею природної історії Чилі (Chile's National Museum of Natural History). Повнорозмірну реконструкцію скелета планується демонструвати в Музеї Сенкенберга (Senckenberg Museum, Франкфурт-на-Майні, Німеччина).
Ще один вид роду Pelagornis sandersi. Скам'янілі фрагменти скелета були знайдені в осадових породах у Південній Кароліні ще в 1983 році. Єдині відомі скам'янілі останки Pelagornis sandersi були виявлені під час будівництва нового терміналу в міжнародному аеропорту Чарлстона . Новий вид отримав свою назву на честь Альберта Сандерса, куратора Чарлстонського музею, який керував розкопками. Скам'янілості були поміщені в Чарлстонський музей, де в 2014 році були ідентифіковані Деном Ксепкой як новий, не описаний до того часу, вид. Незважаючи на те, що пір'я птахи не збереглися, Ксепка за допомогою комп'ютерного моделювання дійшов висновку, що птах міг літати і встановив її розмір крил, що становив, за обережною оцінкою, 6,4 метра. Датування викопних останків показала, що птах жив 25 мільйонів років тому, в хаттському столітті олігоценової епохи.

## Систематика
Систематичне положення роду дискутується. Одні автори виділяють його в окрему викопну родину († Pelagornithidae) і ряд (†Odontopterygiformes), інші вважають родичами сучасних пеліканоподбних (Pelecaniformes) або зближують з Буревісникоподібними (Procellariiformes), а треті автори зближують Pelagornithidae з гусеподібними (Anseriformes).

## Вивчення

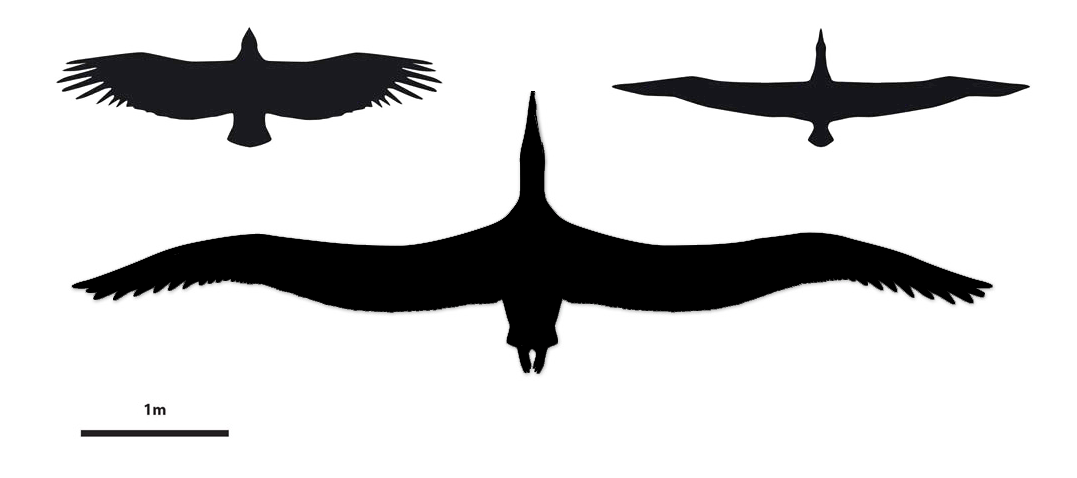
Порівняльний розмір Pelagornis sandersi з сучасними Андійським кондором і мандрівним альбатросом

Добре збережені скам'янілості даних птиці (для різних видів відомі всі кістки ніг і крил, а також цілий череп) допомогли змоделювати особливості їхнього польоту і відповісти на питання, як пелагорніси могли злітати і утримуватися в польоті в повітрі, всупереч законам аеродинаміки, досить жорстко обмежує розміри птахів що нині живуть.
Реконструкція польоту даних птахів була зроблена вченими за допомогою спеціальної програми Flight 1.25, яка проводить розрахунки особливостей польоту птаха на основі даних її маси тіла, розмаху і форми крил. Чим більше птах, тим більше енергії витрачається нею на помахи крилами: починаючи з певного рівня для польоту потрібно більше енергії, ніж птах може виробити. Саме тому для активного польоту межею є маса тіла птахів в 12-16 кілограмів. Водночас навіть птахи, що літають за допомогою ширяючого польоту, змушені іноді бити крилом — при нестійкому вітрі.
Найбільші представники роду, як то Pelagornis sandersi, швидше за все, не могли здійснювати активні помахи крилами при зльоті, на зразок сучасних альбатросів. Ці птахи, ймовірно, були занадто великі для того, щоб злітати з місця, проте вони могли використовувати зустрічні пориви вітру для зльоту з розбігу. Пелагорніси прекрасно планували в повітрі, використовуючи повітряні потоки. Величезний розмах крил посилював аеродинаміку ширяючого польоту. Злітати з поверхні води пелагорніси, судячи з усього, не могли (доказом цього є анатомічна будова їх задніх кінцівок).

## Список видів
- Pelagornis chilensis Mayr & Rubilar, 2010 — Чилі[7][11][12][19]
- Pelagornis mauretanicus Mourer-Chauviré & Geraads, 2008 — Марокко[20]
- Pelagornis miocaenus Lartet, 1857 — Франція типовий
- Pelagornis sandersi Ksepka 2014 Lartet, 1857 — Південна Кароліна, США

## Ресурси Інтеренету
- Наука и жизнь — Розмах крил давніх птахів досягав 6,5 метрів [Архівовано 14 липня 2014 у Wayback Machine.]
- Ancient bird had wingspan longer than a stretch limousine [Архівовано 10 липня 2014 у Wayback Machine.]
- Photo [Архівовано 15 липня 2014 у Wayback Machine.] of some Calvert Formation specimens (and some of the disputed Oregon fossils) at National Museum of Natural History. (англ.)